# Araneus karissimbicus
Araneus karissimbicus là một loài nhện trong họ Araneidae.
Loài này thuộc chi Araneus. Araneus karissimbicus được Embrik Strand miêu tả năm 1913.